# Rocca Varano
La Rocca Varano est une ancienne forteresse des ducs Da Varano qui domine la commune de Camerino, province de Macerata dans les Marches,.

## Historique
Construite au XIIIe siècle comme résidence fortifiée de la famille ducale Da Varano, elle fut ensuite transformée en forteresse défensive au XIVe siècle pour protéger le territoire du duché de Camerino.
Pour la future seigneurie, la forteresse constituait une véritable source de revenus, grâce aux péages imposés aux personnes qui parcouraient la route en contrebas laquelle reliait Rome à l'Adriatique. Dans la période qui suivit la fin du duché de Camerino, elle fut sauvée de la dégradation car transformée en ferme. Récemment partiellement restaurée, l'ancienne forteresse est un centre d'artisanat et un lieu de conférences, d'expositions et d'événements.

## Galerie

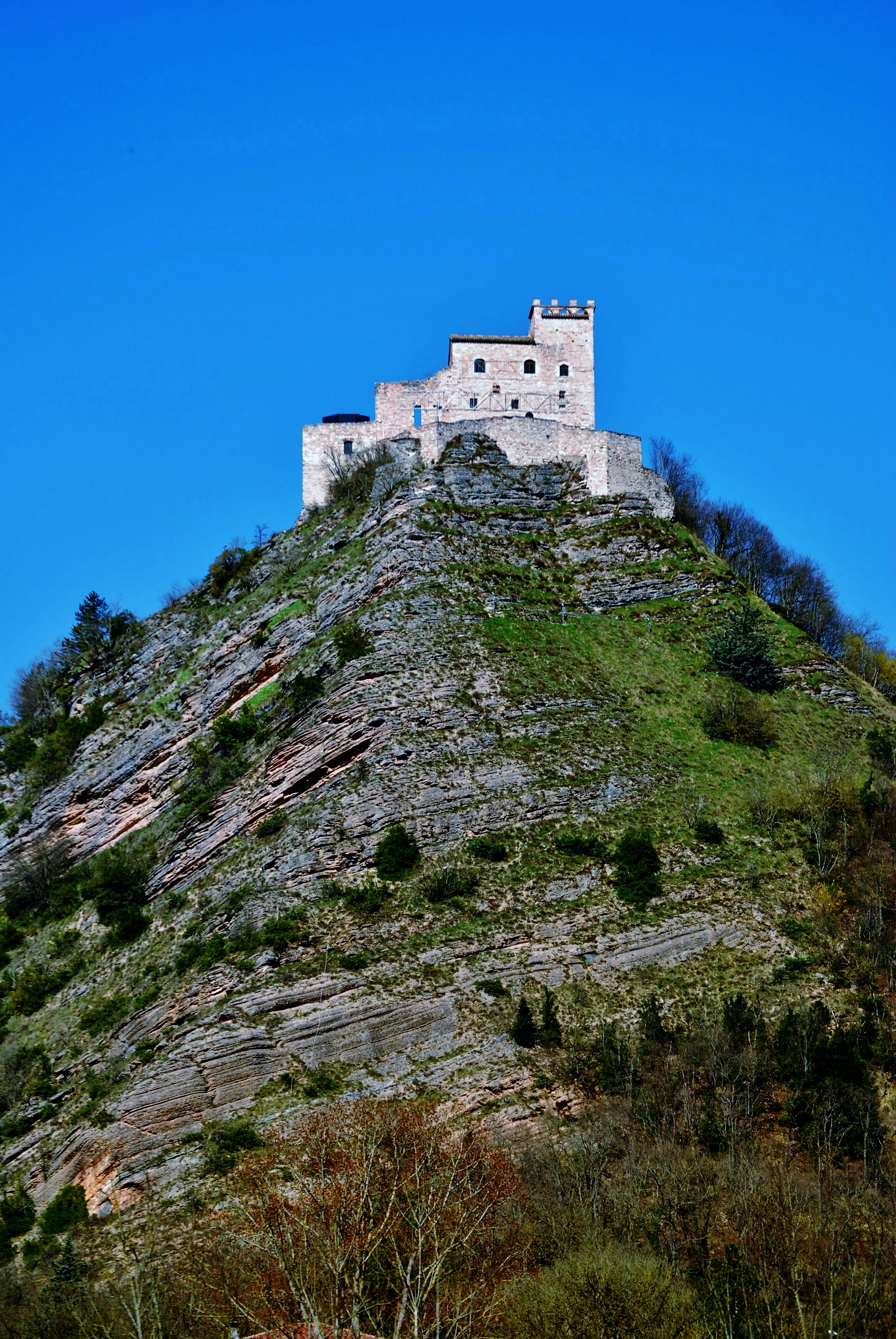
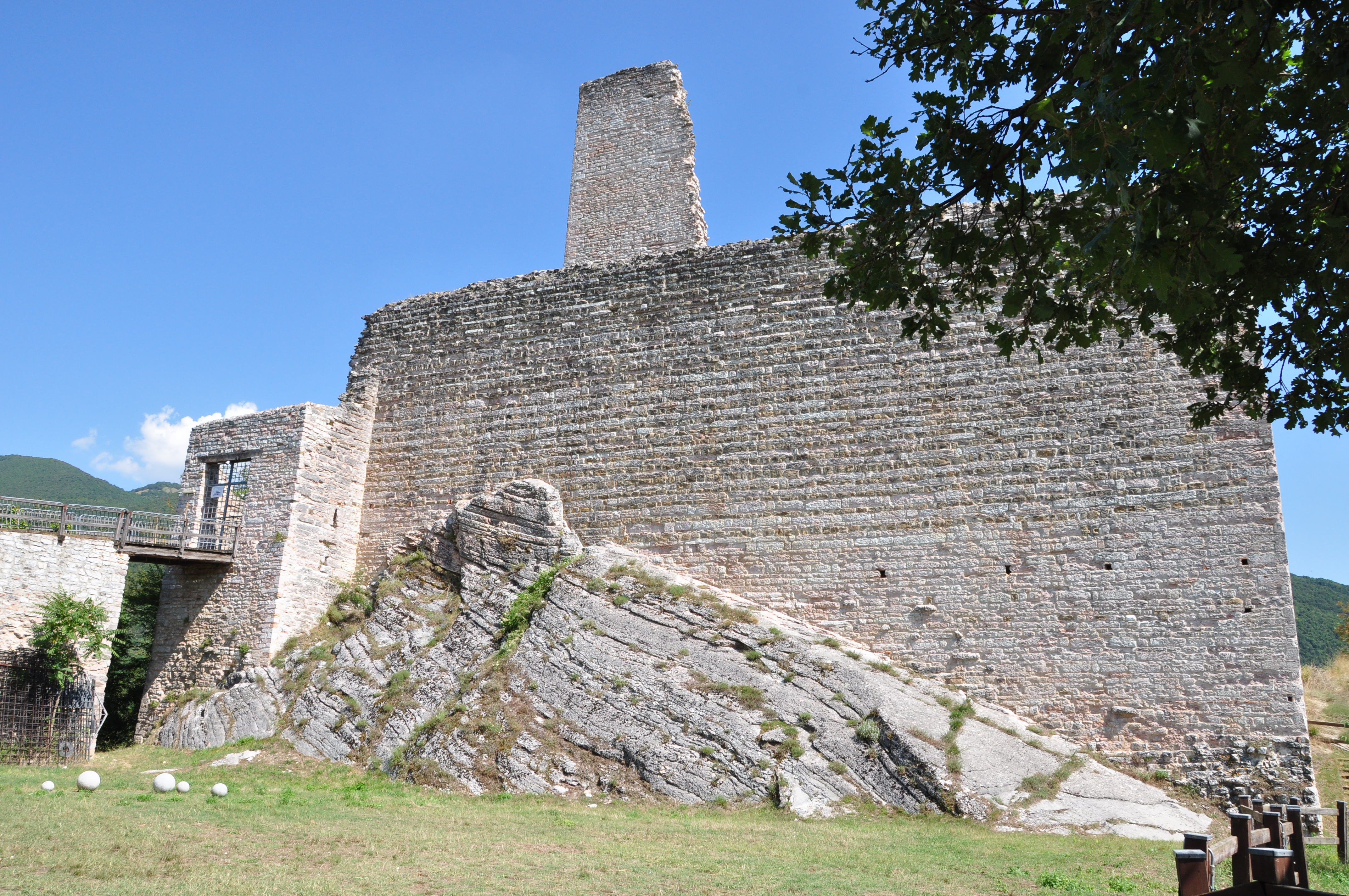
L'entrée de la forteresse.